# Synonema triadenophorum
Synonema triadenophorum är en rundmaskart som först beskrevs av Steiner 1921.  Synonema triadenophorum ingår i släktet Synonema och familjen Aponchiidae. Inga underarter finns listade i Catalogue of Life.